# جولیو کاپلی
جولیو کاپلی (به ایتالیایی: Giulio Cappelli) بازیکن فوتبال اهل ایتالیا است 

## تیم ملی
از سال ۱۹۳۶ میلادی عضو تیم ملی فوتبال ایتالیا بوده و در ۲ بازی ملی حضور داشته‌است. او در بازی‌های ملی‌اش ۱ گل به ثمر رساند.
جولیو کاپلی آخرین بازی ملی خود را در سال ۱۹۳۶ میلادی انجام داد.